# Pandicambarus
Pandicambarus är ett undersläkte till släktet Cambarellus, och omfattar 7 arter sötvattenlevande kräftor i familjen Cambaridae. De förekommer naturligt i de amerikanska delstaterna Alabama, Arkansas, Florida, Illinois, Kentucky, Louisiana, Mississippi, Oklahoma, Tennessee och Texas.
Förutom undersläktet Pandicambarus omfattar släktet ytterligare två undersläkten, Cambarellus och Dirigicambarus.

## Artlista
- Cambarellus (Pandicambarus) blacki Hobbs, 1980
- Cambarellus (Pandicambarus) diminutus Hobbs, 1945
- Cambarellus (Pandicambarus) lesliei Fitzpatrick & Laning, 1976
- Cambarellus (Pandicambarus) ninae Hobbs, 1950
- Cambarellus (Pandicambarus) puer Hobbs, 1945
- Cambarellus (Pandicambarus) schmitti Hobbs, 1942
- Cambarellus (Pandicambarus) texanus Albaugh & Black, 1973